# Hokora

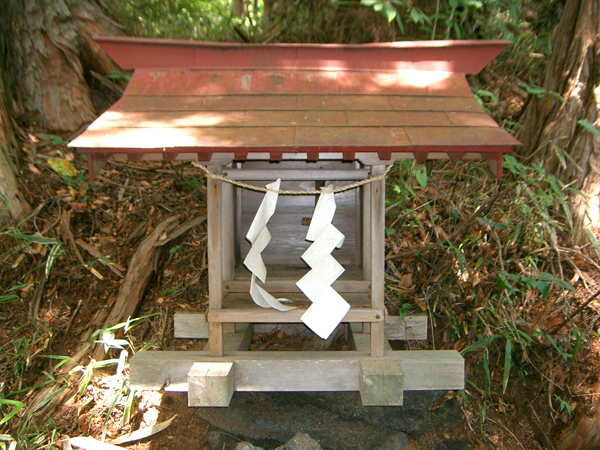
En hokora försedd med shide (Fujiberget)

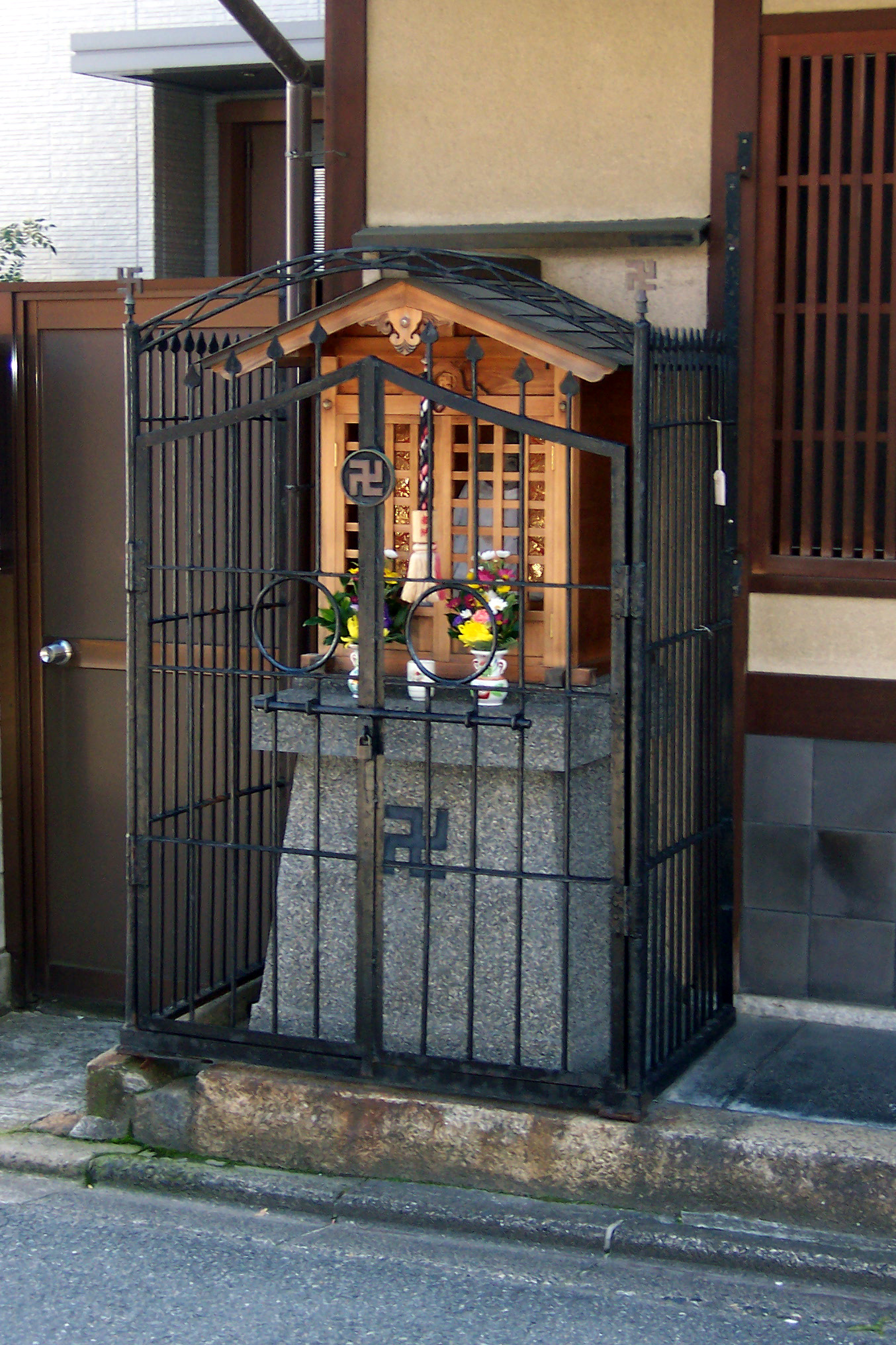
En liten hokora i Kyoto med buddhistiska svastikor.

Hokora (祠) är en liten typ av shinto-helgedom. Ordet tros från början vara en förvanskning av hokura (神庫), vilket stavas med tecknen för "gud" och "förråd". De kallas även shōshi (小祠), och shōdō (小堂). Hokora har sitt ursprung i Ko-Shintō (gammal-shinto) men på grund av synkretism har de även använts till buddhor (t.ex. Jizō).

## Översikt
Till skilldnad från vanliga helgedomar har hokora nästan aldrig några torii, och i de fall där det finns är de väldigt små. Hokora kan vara gjorda av antingen trä eller sten, och kallas då för mokushi (木祠), eller sekishi (石祠). De flesta är utsedda med sadeltak, och har två små dörrar som påminner om suji (ett litet buddhistiskt altarskåp). På insidan finns oftast statyer av buddhor, kami, eller shintai (objekt som bebos av kami) i form av stenar eller gohei.

## Placering
Hokora är vanligtvis placerade vid ingångar till byar och städer, eller vid korsningar och vägskäl. De kan också finnas djupt in i bergstrakter, eller vid branta stup vid kusten, något som påminner om shintoismens naturdyrkan.